# Universidad de Jazar
La Universidad de Jazar (en azerbaiyano Xəzər Universitəsi, cuya traducción sería Universidad Caspia) es una institución de educación superior del sector privado para alumnos de licenciatura, maestría y doctorado que promueve el avance en el estudio y la investigación, la política educativa y el desarrollo de Azerbaiyán. La Universidad se localiza en Bakú, la capital.

## Historia
Fue fundada en 1991 por el profesor Hamlet Isajanli, y se considera una de las primeras universidades del exterritorio soviético que introdujo el sistema de aprendizaje universitario occidental. Fue la primera en introducir el sistema de créditos por materia, en establecer el inglés como la lengua mayoritaria de sus cursos y la primera que se organizó en Facultades independientes con políticas comunes. También posee el principal programa de MBA en el país. 

## Estructura
La Universidad se encuentra formada por siete instituciones: 
- Escuela de Ingeniería y Ciencia Aplicada que ofrece la Licenciatura en Ciencias con especialidad en Ciencias Computacionales, Ingeniería Computacional, Ingeniería Petrolera, Ingeniería Ambiental e Ingeniería Civil.
- Escuela de Economía y Gerencia, que ofrece las Licenciaturas en Administración (BBA) con especialidad en Finanzas, Contaduría, Administración, Negocios internacionales, Marketing y la Licenciatura en Ciencias con especialidad en Economía y Economía Internacional.
- Escuela de Humanidades y Ciencias Sociales, que ofrece las Licenciaturas en Estudios Inglés - Persa, Inglés - Árabe, Periodismo, Relaciones Internacionales, Ciencias Políticas, Diseño y Diseño Gráfico.
- Escuela de Derecho, que ofrece las Licenciaturas en Estudios Legales y Derecho Internacional.
- Escuela de Medicina, Ortodoncia y Salud Pública, que ofrece las Licenciaturas en Medicina, Ortodoncia y Salud Pública.
- Escuela de Educación, que ofrece las Licenciaturas de Educación Elemental, Lengua y Literatura Azerbayana, Educación en Lengua y Literatura Azerbayana, y Educación en Matemáticas y Computación.
- Escuela DUNYA, para educación básica.

## Centros en la universidad
Junto a los departamentos académicos actúan en la universidad los siguientes centros:
- Biblioteca y el centro informativo
- Centro de investigaciones económico – comerciales y de enseñanza
- Centro enciclopédico y lexicográfico
- Centro de consultación psicológica y de psicoterapia
- Instituto de política de enseñanza
- Centro de carrera
- Instituto de política
- Clínica jurídica de Jazar
- Centro de estudios traduccionales
- Centro de investigación de medio ambiente
- Centro de investigaciones energéticas de Jazar
- Educación a distancia
- Seminario de ciencia y arte
- Centro de entrenamiento de profesores
- Centro de garantía de calidad de educación
- Centro de apoyo de investigaciones científicas

## Alumnos
De todas las provincias de Azerbaiyán provienen los alumnos que se integran a la Universidad. Solamente el quince por ciento de los estudiantes en la Universidad son extranjeros, provenientes de Pakistán, Corea del Sur, Norteamérica, India, África y los países que integraban la antigua Unión Soviética.

## Profesores
La Facultad está conformada por alrededor de doscientos profesores de tiempo completo y miembros adjuntos, incluyendo expertos, líderes empresariales, abogados importantes en la nacíón y en el mundo, junto con artistas. 

## Calendario
las clases se desarrollan de septiembre a junio, y se dividen en dos semestres: otoño y primavera. No es obligatorio que los alumnos asistan al semestre de verano, pero pueden adelantar materias u obtener créditos extras. 